# Barkweda
Barkweda [pronunciación en polaco: /barkˈfɛda/] es una aldea en el distrito administrativo de Gmina Dywity, dentro del condado de Olsztyn, voivodato de Varmia y Masuria, en el norte de Polonia.  Se encuentra aproximadamente 6 kilómetros al oeste de Dywity y 12 kilómetros al noroeste de la capital regional, Olsztyn.  Se encuentra a orillas del río Łyna y del lago Mosąg en Varmia.